# 똑타
현대자동차가 개발한 경기도 맞춤형 모빌리티 플랫폼이다.

## 상세
인공지능(AI)을 결합한 수요응답형 교통수단(DRT) '셔클'을 기반으로 개발됐다. 앱을 통해 경기도에서 운행되는 수요응답형 교통수단인 '똑버스' 호출과 결제를 할 수 있다. 출발지와 도착지를 입력하면 가장 가까운 곳에서 운행 중인 똑버스를 기준으로 노선과 승차지점, 승·하차 시간을 실시간으로 산출해 안내한다. 실시간 수요와 교통상황을 반영한 경로로 차량을 배차하며 배차가 어려울 경우 주변의 공유 킥보드를 안내한다. 지하철, 시내버스 등 대중교통으로 환승 시 할인도 받을 수 있다.

## 같이 보기
현대자동차
셔클
쏠라티